# Olympische Sommerspiele 1996/Kanu – Einer-Canadier Slalom (Männer)
Die Wettkämpfe im Einer-Canadier-Slalom bei den Olympischen Sommerspielen 1996 wurden am 27. Juli auf der Slalomstrecke im Ocoee Whitewater Center ausgetragen.
Olympiasieger wurde Michal Martikán, der hier seine erste von fünf Olympiamedaillen holte. Er gewann mit nur 0,14 Sekunden Vorsprung auf Lukáš Pollert, dem Führenden nach dem ersten Lauf.

## Ergebnisse
Die 30 Teilnehmer hatten jeweils zwei Läufe, von denen der bessere in die Wertung einfloss.
| Platz | Kanute             | Nation             | Lauf 1   | Lauf 1 | Lauf 1 | Lauf 2   | Lauf 2 | Lauf 2 | Gesamt |
| Platz | Kanute             | Nation             | Zeit     | Strafe | Total  | Zeit     | Strafe | Total  | Total  |
| ----- | ------------------ | ------------------ | -------- | ------ | ------ | -------- | ------ | ------ | ------ |
| 1     | Michal Martikán    | Slowakei           | 160,88 s | 0      | 160,88 | 151,03 s | 0      | 151,03 | 151,03 |
| 2     | Lukáš Pollert      | Tschechien         | 151,17 s | 0      | 151,17 | 158,25 s | 20     | 178,25 | 151,17 |
| 3     | Patrice Estanguet  | Frankreich         | 152,84 s | 0      | 152,84 | 150,89 s | 10     | 160,89 | 152,84 |
| 4     | Gareth Marriott    | Großbritannien     | 155,83 s | 0      | 155,83 | 154,14 s | 5      | 159,14 | 155,83 |
| 5     | Hervé Delamarre    | Frankreich         | 155,98 s | 0      | 155,98 | 168,77 s | 10     | 178,77 | 155,98 |
| 6     | Emmanuel Brugvin   | Frankreich         | 158,28 s | 5      | 163,28 | 151,71 s | 5      | 156,71 | 156,71 |
| 7     | Martin Lang        | Deutschland        | 154,91 s | 5      | 159,91 | 157,24 s | 10     | 167,24 | 159,91 |
| 8     | Ryszard Mordarski  | Polen              | 156,00 s | 5      | 161,00 | 156,86 s | 5      | 161,86 | 161,00 |
| 9     | David Hearn        | Vereinigte Staaten | 159,07 s | 5      | 164,07 | 157,51 s | 5      | 162,51 | 162,51 |
| 10    | Mike Corcoran      | Irland             | 162,90 s | 0      | 162,90 | 163,61 s | 10     | 173,61 | 162,90 |
| 11    | Mariusz Wieczorek  | Polen              | 159,21 s | 5      | 164,21 | 176,17 s | 5      | 181,17 | 164,21 |
| 12    | Vitus Husek        | Deutschland        | 162,48 s | 5      | 167,48 | 159,29 s | 5      | 164,29 | 164,29 |
| 13    | Renato de Monti    | Italien            | 168,75 s | 50     | 218,75 | 160,03 s | 5      | 165,03 | 165,03 |
| 14    | Mark Delaney       | Großbritannien     | 161,52 s | 5      | 166,52 | 155,67 s | 10     | 165,67 | 165,67 |
| 15    | Juraj Minčík       | Slowakei           | 182,60 s | 0      | 182,60 | 161,45 s | 5      | 166,45 | 166,45 |
| 16    | Justin Boocock     | Australien         | 161,96 s | 5      | 166,96 | 170,08 s | 5      | 175,08 | 166,96 |
| 17    | Sören Kaufmann     | Deutschland        | 158,43 s | 10     | 168,43 | 162,25 s | 15     | 177,25 | 168,43 |
| 18    | Larry Norman       | Kanada             | 176,57 s | 10     | 186,57 | 170,12 s | 0      | 170,12 | 170,12 |
| 19    | Adam Clawson       | Vereinigte Staaten | 157,53 s | 15     | 172,53 | 165,74 s | 100    | 265,74 | 172,53 |
| 20    | Pavel Janda        | Tschechien         | 167,71 s | 10     | 177,91 | 185,55 s | 55     | 240,55 | 177,91 |
| 21    | Toni Herreros      | Spanien            | 174,38 s | 5      | 179,38 | 183,83 s | 115    | 298,83 | 179,38 |
| 22    | Masanari Mochida   | Japan              | 175,45 s | 5      | 180,45 | 205,69 s | 10     | 215,69 | 180,45 |
| 23    | Leonardo Selbach   | Brasilien          | 206,51 s | 10     | 216,51 | 179,54 s | 5      | 184,54 | 184,54 |
| 24    | Gregor Terdič      | Slowenien          | 182,79 s | 5      | 187,79 | 194,08 s | 5      | 199,08 | 187,79 |
| 25    | Stephen O’Flaherty | Irland             | 178,65 s | 10     | 188,75 | 195,73 s | 25     | 220,73 | 188,75 |
| 26    | Francesco Stefani  | Italien            | 162,63 s | 300    | 462,63 | 169,6 s  | 20     | 189,60 | 189,60 |
| 27    | Danila Kusnezow    | Russland           | 213,36 s | 60     | 273,36 | 176,06 s | 50     | 226,06 | 226,06 |
| 28    | Simon Hočevar      | Slowenien          | 197,90 s | 55     | 252,90 | 166,00 s | 65     | 231,00 | 231,00 |
| 29    | Danko Herceg       | Kroatien           | 163,07 s | 305    | 468,07 | 165,94 s | 110    | 275,94 | 275,94 |
| 30    | Nenad Trpovski     | Mazedonien         | 191,19 s | 125    | 316,19 | DNF      | DNF    | DNF    | 316,19 |